# Comuna Jerevți, Luhînî
Jerevți (în ucraineană Жеревецька сільська рада) este o comună în raionul Luhînî, regiunea Jîtomîr, Ucraina, formată din satele Jerevți (reședința), Rudnea-Jerevți, Zapillea și Zaricika.

## Demografie
Componența lingvistică a comunei Jerevți
     Ucraineană (99,43%)
     Alte limbi (0,57%)
Conform recensământului din 2001, majoritatea populației comunei Jerevți era vorbitoare de ucraineană (99,43%), existând în minoritate și vorbitori de alte limbi.